# Chilina
Chilina Gray, 1828 è un genere di molluschi gasteropodi, unico genere della famiglia Chilinidae.

## Distribuzione e habitat
Il genere è diffuso nelle zone temperate e fredde del Sud America, dal tropico del Capricorno sino a Capo Horn.

## Tassonomia
Il genere comprende le seguenti specie:
- Chilina acuminata G.B. Sowerby II, 1874
- Chilina amoena E.A. Smith, 1882
- Chilina ampullacea G.B. Sowerby I, 1838
- Chilina angusta Philippi, 1860
- Chilina aurantia W.B. Marshall, 1924
- Chilina bullocki W.B. Marshall, 1933
- Chilina bulloides d'Orbigny, 1835
- Chilina campylaxis Pilsbry, 1911
- Chilina cuyana Gutiérrez Gregoric, Ciocco & Rumi, 2014
- Chilina dombeiana (Bruguière, 1789)
- Chilina elegans Frauenfeld, 1865
- Chilina falklandica Cooper & Preston, 1910
- Chilina fasciata (Gould, 1847)
- Chilina fischeri (Mayer-Eymar in Burckhardt, 1900) †
- Chilina fluctuosa (Gray, 1828)
- Chilina fluminea (Maton, 1811)
- Chilina fluviatilis G.B. Sowerby I, 1838
- Chilina fuegiensis E.A. Smith, 1905
- Chilina fulgurata Pilsbry, 1911
- Chilina fusca Mabille, 1884
- Chilina gallardoi Castellanos & Miquel, 1981
- Chilina gibbosa G.B. Sowerby I, 1838
- Chilina globosa Frauenfeld, 1866
- Chilina guaraniana Castellanos & Miquel, 1980
- Chilina iguazuensis Gutiérrez Gregoric & Rumi, 2008
- Chilina lebruni Mabille, 1884
- Chilina lilloi Ovando & Gutiérrez Gregoric, 2012
- Chilina limnaeiformis Dall, 1870
- Chilina llanquihuensis W. B. Marshall, 1933
- Chilina luciae Gutiérrez Gregoric & de Lucía, 2016
- Chilina megastoma Hylton Scott, 1958
- Chilina mendozana Strobel, 1874
- Chilina minuta Haas, 1951
- Chilina monticola Strebel, 1907
- Chilina nervosa (Mabille & Rochebrune, 1889)
- Chilina neuquenensis W.B. Marshall, 1933
- Chilina nicolasi Gutiérrez Gregoric & de Lucía, 2016
- Chilina obovata (Gould, 1847)
- Chilina olivacea W.B. Marshall, 1924
- Chilina ovalis G.B. Sowerby I, 1838
- Chilina parchappii (d'Orbigny, 1835)
- Chilina parva Martens, 1868
- Chilina patagonica G.B. Sowerby II, 1874
- Chilina perrieri Mabille, 1884
- Chilina portillensis Hidalgo, 1880
- Chilina puelcha d'Orbigny, 1838
- Chilina pulchella d'Orbigny, 1835
- Chilina robustior G.B. Sowerby I, 1838
- Chilina rushii Pilsbry, 1896
- Chilina sanjuanina Gutiérrez Gregoric, Ciocco & Rumi, 2014
- Chilina santiagoi Gutiérrez Gregoric & de Lucía, 2016
- Chilina smithi Pilsbry, 1911
- Chilina stenostylops Parodiz, 1963 †
- Chilina strebeli Pilsbry, 1911
- Chilina subcylindrica G.B. Sowerby II, 1874
- Chilina tehuelcha d'Orbigny, 1837
- Chilina tenuis G.B. Sowerby I, 1838
- Chilina totoralensis L.S. Morton, 1998 †
- Chilina tucumanensis Castellanos & Miquel, 1980